# ТЕС Янбу 3
23°51′37″ пн. ш. 38°23′1″ сх. д. / 23.86028° пн. ш. 38.38361° сх. д.
ТЕС Янбу 3 — теплова електростанція на західному узбережжі Саудівської Аравії.
В 2019 – 2020 роках на майданчику станції ввели в експлуатацію п’ять парових котлів із суперкритичними параметрами пари, від яких живляться п’ять парових турбін потужністю по 620 МВт.
Частина виробленої пари використовується інтегрованим заводом з опріснення води, що має продуктивність 550 тис м3 на добу та призначений для постачання Медини. Також завод опріснення відбиратиме 200 МВт електричної потужності. 
Як паливо станція споживає нафту та природний газ (надходить до Янбу по трубопроводу Схід – Захід). 
Для охолодження використовується морська вода.
Видача електроенергії відбувається по ЛЕП, що працює під напругою 380 кВ.